# 嘉木样·久美旺波
嘉木样·久美旺波（藏語：དཀོན་མཆོག་འཇིགས་མེད་དབང་པོ་，威利转写：dkon mchog 'jigs med dbang po，1728年—1791年10月27日）藏族，青海尖扎人，第二世嘉木样，拉卜楞寺寺主。

## 生平
久美旺波5岁授居士戒，13岁时在伯父第五世东科活佛座前受沙弥戒。被第一世德哇仓活佛等认定为第一世嘉木样的转世灵童后迎至拉卜楞寺。22岁（1749年）时受具足戒，由章嘉呼图克图国师赐号“三宝无畏自在妙智精进称军”。25岁（1752年）前往西藏学法，入哲蚌寺郭莽扎仓。获格西学位后，于1759年返回并任拉卜楞寺寺主。
其后又于36岁（1763年）、38岁（1765年）时先后兼任佑宁寺法台与塔尔寺法台。1769年前往东蒙传法，1772年返寺。同年，乾隆帝册封其为“扶法禅师班智达额尔德尼诺门罕呼图克图”。其后，二世嘉木样在辖区内主持兴建了众多新的寺院，后被称为“拉卜楞寺属下一百零八寺”。58岁（1785年）再度前往西藏各地宏法。1786年返回，1789年他又兼任夏群寺住持方丈。1791年在回寺途中圆寂于甘都当麻昂寺。